# Bodega

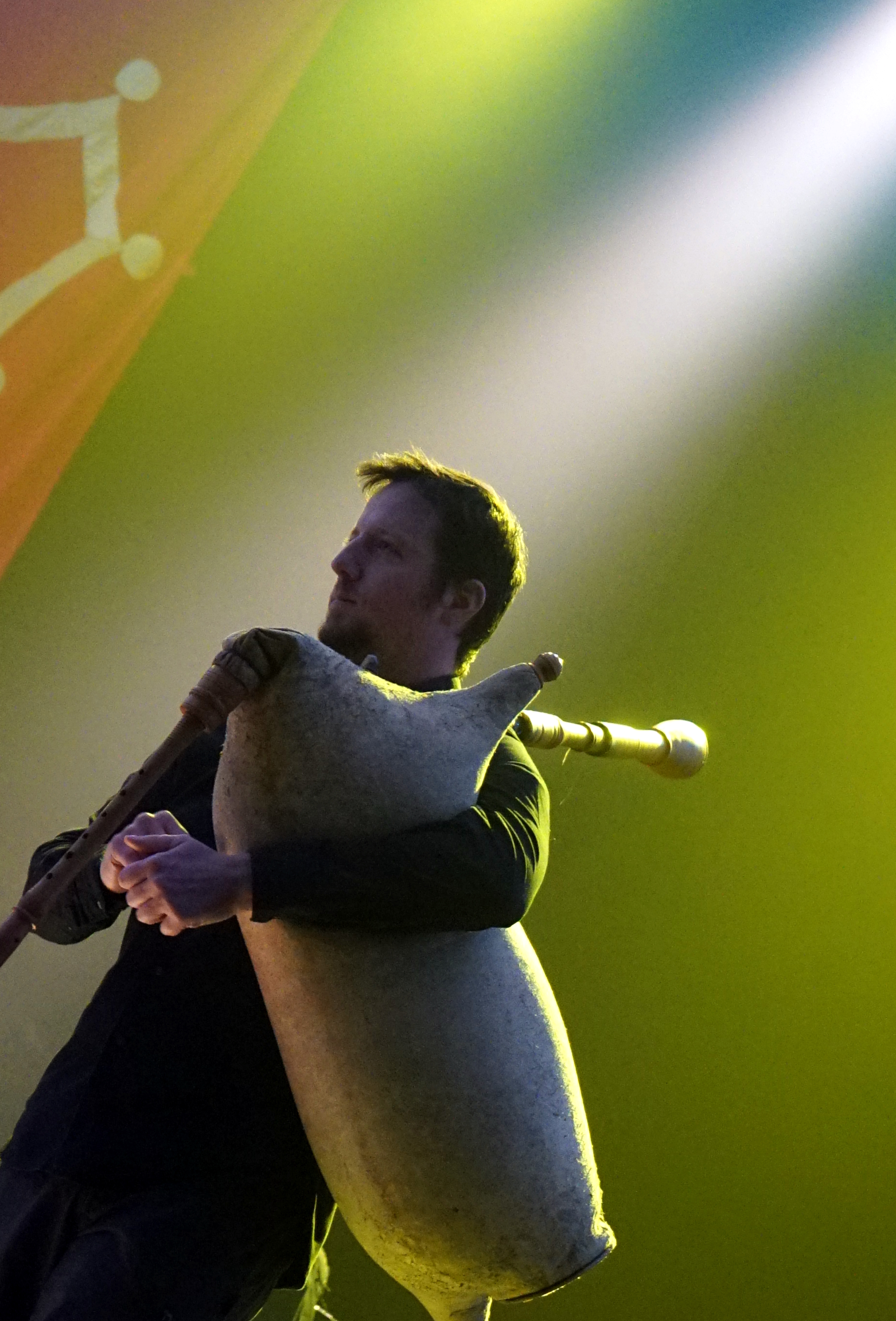
Nadau.

Bodega ou craba (occitano) é uma gaita-de-fole típica da região de Languedoque (França). Costuma ser tocado em conjunto com a gralha, uma espécie de bombarda.

## Morfologia
Possui cantadeira cônica com palheta dupla, afinada em fá, capaz de atingir uma oitava e meia. Sua digitação pode ser aberta ou cruzada para os meios-tons.
Possui apenas um bordão, afinado uma oitava abaixo em relação à tônica da cantadeira. Geralmente, é decorado com franjas, a exemplo das gaitas ibéricas. Os soquetes, campânula da cantadeira e sino do bordão também costumam ser assim ornados.
O fole, acionado por um soprete, costuma ser feito com couro de cabra adulta, e por isso mesmo geralmente é muito volumoso. Os buracos das patas são vedados com tocos de madeira. A extremidade anterior é vedada por um disco de madeira.